# 陈凯歌
陈凯歌（1952年8月12日—），原名陈皑鸽，出生于北京市，籍贯福州市长乐区，中國大陸导演。他导演的《霸王别姬》被部分影评家认为是中国大陸文革后最有艺术价值的一部电影，诠释了中国半个世纪的风雨变换和人物命运，他为第一位获得戛纳电影节金棕榈奖的华人导演。电影《梅蘭芳》获第13届华表奖优秀导演奖。著有《少年凱歌》一書。其父親為導演陳懷皚。

## 生平
曾經就读于北京市第四中学，少年時期在文化大革命中经历下乡插隊。1970年入伍参军。1974年復员转业。
1975年进入北京电影洗印厂工作。1978年考入北京电影学院导演系。1984年凭《黄土地》蜚声国际，1987年獲亞洲文化協會獎助赴紐約大學電影學院訪問，1993年凭《霸王別姬》在国内外票房口碑双收，走上事业巅峰。
2013年担任第26届东京国际电影节评委会主席。
2014年獲得法國文化及通信部頒授法蘭西藝術與文學勳章中最高等級的「司令勳章」。
2015年7月，陈凯歌受任成为上海大学上海电影学院首任院长，任期屆滿後擔任名譽院長一職。

## 作品
| 年度   | 类型     | 片名                          | 职务       | 角色     | 奖项 | 備註                                             |
| 1984年 | 电影     | 黄土地                        | 导演       |          | - 第29届爱丁堡国际电影节萨兰特杯导演奖 - 第38届洛迦诺国际电影节银豹奖 - 第29届伦敦国际电影节最佳导演                                                                                                  |                                                  |
| 1984年 | 电视剧   | 强行起飞                      | 导演       |          | | 单本电视剧                                       |
| 1986年 | 电影     | 大阅兵                        | 导演       |          | |                                                  |
| 1986年 | 电影     | 末代皇帝                      | 演员       | 宫门守卫 | | 客串                                             |
| 1987年 | 电影     | 孩子王                        | 导演       |          | - 第8届中国电影金鸡奖导演特别奖 |                                                  |
| 1991年 | 电影     | 边走边唱                      | 导演       |          | |                                                  |
| 1993年 | 电影     | 霸王别姬                      | 导演       |          | - 第46届戛纳国际电影节金棕榈奖 - 第51届美国金球奖最佳外语片 - 第38届亚太影展最佳导演 - 英国电影学院奖最佳外语片 - 第66届奥斯卡金像奖最佳外语片提名                                                    |                                                  |
| 1996年 | 电影     | 風月                          | 导演       |          | |                                                  |
| 1999年 | 电影     | 荆轲刺秦王                    | 导演       |          | | 客串呂不韋一角                                   |
| 2000年 | 电视剧   | 大宅门                        | 演员       | 府衙差官 | | 客串                                             |
| 2001年 | 电视剧   | 蝶舞天涯                      | 导演       |          | | 原名：呂布與貂蟬                                 |
| 2001年 | 电影     | 温柔地杀我                    | 导演       |          | | 陈凯歌唯一一部英语片                             |
| 2002年 | 电影短片 | 十分钟年华老去—百花深处       | 导演       |          | | 15位导演创作15部短片，2002年戛纳电影节的开幕影片 |
| 2002年 | 电影     | 和你在一起                    | 导演       |          | - 第22届中国电影金鸡奖最佳导演奖 - 第50届塞巴斯蒂安国际电影节最佳导演 |                                                  |
| 2003年 | 电视剧   | 和你在一起                    | 艺术总监   |          | | 电影的电视剧版                                   |
| 2005年 | 电影     | 无极                          | 导演       |          | |                                                  |
| 2007年 | 电影短片 | 每个人都有他自己的电影—朱辛庄 | 导演       |          | |                                                  |
| 2007年 | 电影     | 梅蘭芳                        | 导演       |          | - 第16届北京大学生电影节最佳影片 - 第13届中国电影华表奖优秀导演奖 |                                                  |
| 2009年 | 电影     | 建国大业                      | 演员       | 冯玉祥   | | 客串                                             |
| 2009年 | 電視劇   | 楊家五個孩子                  | 演员       |          | | 配角                                             |
| 2010年 | 电影     | 赵氏孤儿                      | 编剧、导演 |          | |                                                  |
| 2011年 | 电影     | 搜索                          | 导演       |          | |                                                  |
| 2015年 | 电 影    | 道士下山                      | 导演       |          | |                                                  |
| 2017年 | 电影     | 妖猫传                        | 导演       |          | |                                                  |
| 2019年 | 电影     | 我和我的祖国                  | 总导演     |          | | - 第18届华表奖优秀故事片、优秀导演               |
| 2020年 | 電視劇   | 青春创世纪                    | 监制       |          | |                                                  |
| 2021年 | 电影     | 长津湖                        | 导演、监制 |          | 徐克、林超贤聯合執導 - 第16届中国长春电影节最佳影片 - 第13届澳门国际电影节最佳影片大奖 - 第36届大众电影百花奖最佳故事片 - 第35届中国电影金鸡奖最佳故事片、最佳导演 - 第19届华表奖优秀故事片、优秀导演 |                                                  |
| 2022年 | 电影     | 长津湖之水门桥                | 导演、监制 |          | 徐克、林超贤聯合執導 |                                                  |
| 2023年 | 电影     | 志愿军：雄兵出击              | 導演       |          | |                                                  |
| 2024年 | 电影     | 志愿军：存亡之战              | 導演       |          | |                                                  |

## 家庭
陈凯歌的第一任妻子是孙加林。
第二任妻子洪晃。
现任妻子是著名演员陈红，两人共生有两个儿子。长子陈雨昂和次子陈飞宇皆出生于美国。有报道称，陈凯歌夫妇育有第三个儿子，但未得到陈凯歌夫妇证实。
中國大陸演員陳赫為其表侄，但陳赫本人在高中時期才知道此事實。

## 著作
| 年份   | 書名         | 出版社         | ISBN               |
| 1996年 | 《龍血樹》   | 天地圖書出版社 | ISBN 9622575293    |
| 2001年 | 《少年凱歌》 | 人民文學出版社 | ISBN 9787020034109 |
| 2009年 | 《梅飞色舞》 | 鳳凰出版社     | ISBN 9787807292371 |

- 《悲欣交集：陈凯歌随笔》广西民族出版社 1997年
- 《我们都经历过的日子》北京十月文艺出版社 2001年
- 《我的青春回忆录：陈凯歌自传第一部》中国人民大学出版社 2006年